# Ernest Van Humbeeck
Ernest Van Humbeeck (1839-1907) was een Belgisch architect. Hij is vooral bekend als de architect van het Koninklijk Pakhuis van Thurn en Taxis in Brussel (1904 tot 1907).
Hij was verwant met Pierre Van Humbeeck (Brussel, 17 mei 1829 - 5 juli 1890) die de eerste minister van Openbaar Onderwijs was.

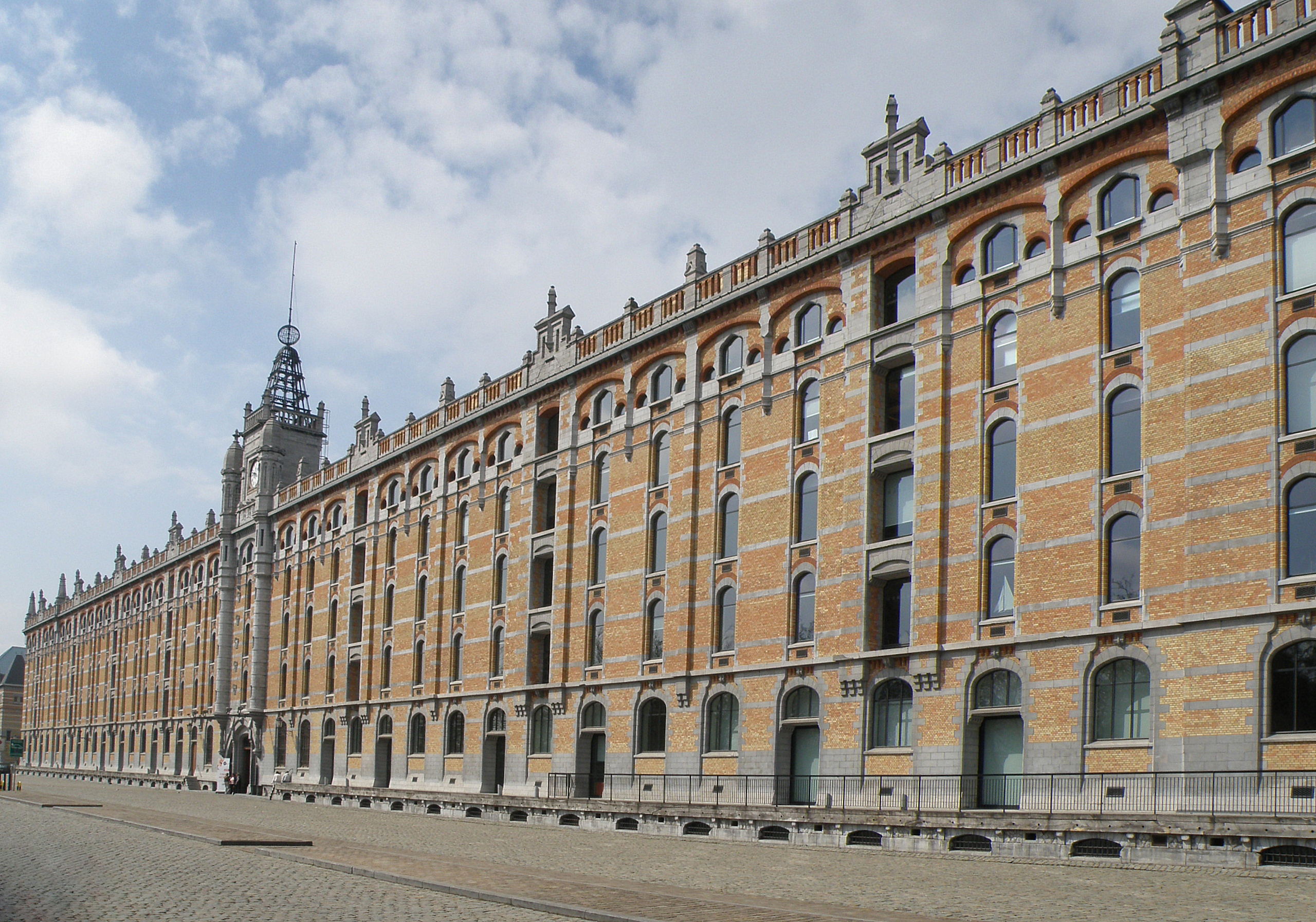
Koninklijk Pakhuis op de site van Thurn en Taxis.

## Opleiding
Van Humbeeck werd opgeleid in het atelier van de schilder Jean-François Portaels. Hij werd ook opgeleid in een ander bouwkundig atelier waar hij verschillende technieken van de bouwkunst en het gebruik van ijzerwerk leerde beheersen. Die technieken waren reeds bekend bij bouwmeesters van de middeleeuwen om lichtheid en hoogte te geven aan beuken. Hij bouwde ook zelf verschillende kunstenaarsateliers.

## Gebouwen
- 1879: paviljoen in Arabische stijl, ontworpen voor Émile Wauters om het Panorama van Caïro te herbergen voor de nationale tentoonstelling van 1880 in het Jubelpark in Brussel, gerestaureerd en in 1978 hergebruikt als Grote Moskee door de Tunesische architect Mongi Boubaker.
- 1899: burgerlijke huis van de componist Arthur De Greef in eclectische stijl met een polychrome gevel, getint met art nouveau, Charleroise Steenweg 226 in Sint-Gillis.
- 1899: particulier huis in eclectische stijl, geïnspireerd op de Vlaamse neorenaissance, Scailquin-Straat 24 in Sint-Joost-ten-Node.
- 1900: huis van de heer Heimann met sgraffito-versieringen van Gabriel Van Dievoet, Munsterstraat in Elsene.
- 1904-1907: Koninklijk Pakhuis, op de site van Thurn en Taxis in Brussel.
- 1905: huis en atelier van beeldhouwer Charles Samuel (1862-1938), Washingtonstraat 36 in Elsene.[2]
- 1912: plannen voor het Atheneum Léon Lepage (nalatenschap: Constant Bosmans en Henri Vandeveld), Rijkeklarenstraat 30 in Brussel.